# William Baumol
William Jack Baumol (Nova York, 26 de febrer, 1922 - 4 de maig de 2017) fou un economista de la Universitat de Nova York (tot i que també va estar afiliat a la Universitat de Princeton) que va escriure sobre l'economia laboral i altres factors econòmics. També va realitzar valuoses contribucions a la història del pensament econòmic. Va fer aportacions a la teoria de l'organització industrial i la regulació, sent un dels creadors de la teoria dels Mercats disputats. Va publicar més de 35 llibres i més de 500 articles en revistes professionals.

## Biografia
William Baumol es va doctorar a la Universitat de Londres el 1949. Entre 1949 i 1992 va ser professor d'economia a la Universitat de Princeton, on és un economista investigador i professor emèrit. El 1971 es va convertir en professor d'economia a la Universitat de Nova York, on també és director del Centre de C.V. Starr d'Economia Aplicada. Va ser president de l'American Economic Association, de l'Associació d'Economistes Ambientals i de Recursos, de la Eastern Economic Association i de la Atlantic Economic Society. És membre de l'Acadèmia Nacional de Ciències.

## Obres

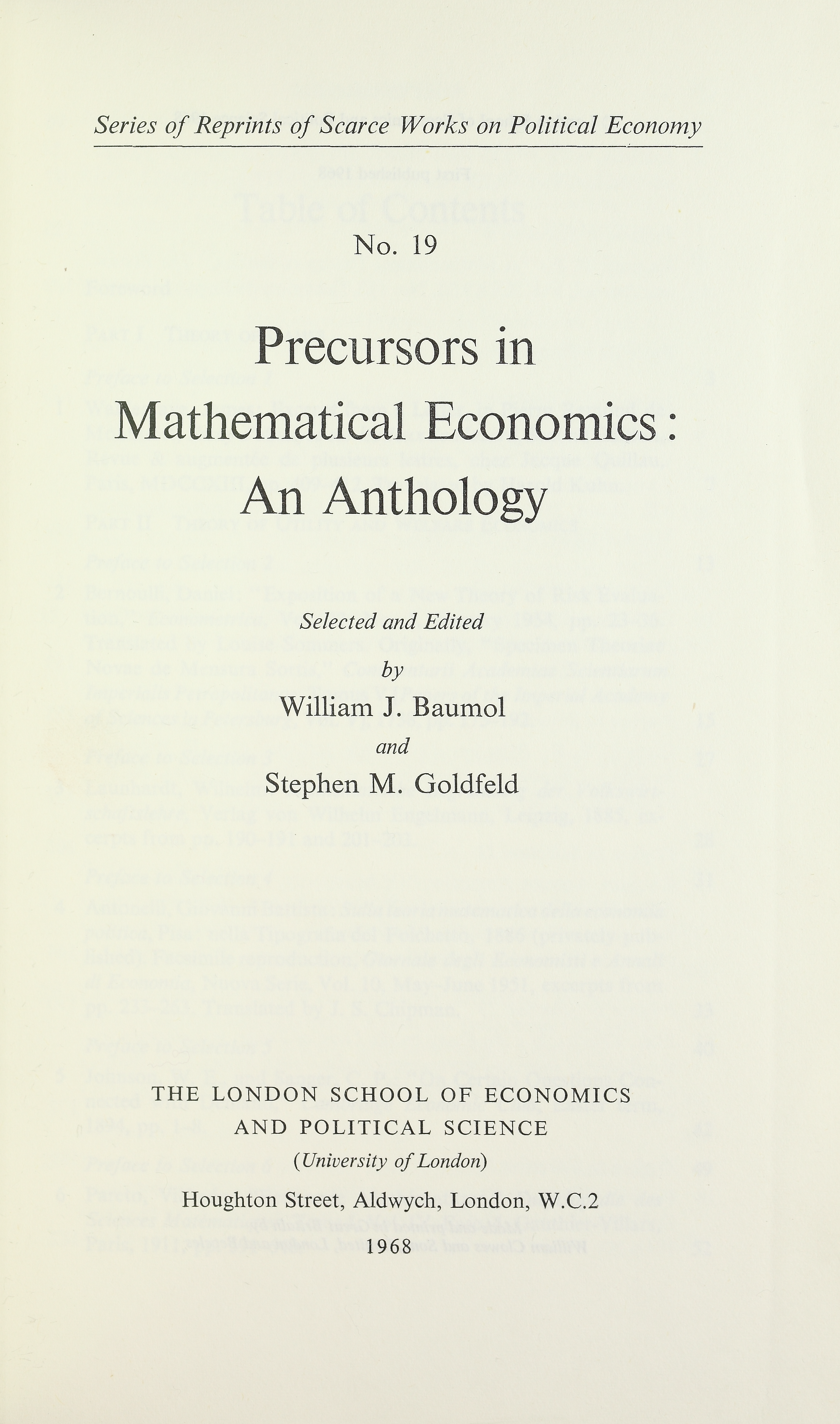
Precursors in mathematical economics, 1968

En un article publicat el 1967 a l'American Economic Review anomenat Macroeconomia del desequilibi de creixement: L'anatomia de la crisi urbana, va formular la primera versió generalitzada del que es va convertir en la llei de Baumol o "malaltia de costos" en una economia dividida en dos sectors: un sector en què la productivitat augmenta contínuament, i un sector de serveis en què no augmenta (en un article anterior va fer servir l'exemple de les arts escèniques). En aquest segon sector el preu relatiu de la producció creix indefinidament, la qual cosa pot provocar una disminució en el consum de béns i serveis que s'hi produeixen i que augmenti la seva participació relativa en el cost total del consum. És a dir, produir un caragol o una taula de fusta costa menys en el segle XX que en el segle xix gràcies a les economies d'escala; però veure una orquestra de cambra costa el mateix que en el segle xix (quatre músics i el seu temps), i per això el seu cost relatiu és molt més car.
En la dècada de 1970, examina el paper dels empresaris en el negoci i el creixement econòmic, i que els models de paper en el marc de l'anàlisi neoclàssica. Va exposar el 1982 (amb Panzar i Willig) la seva teoria dels mercats disputats.
Fent-se ressò de la tasca de Joseph Schumpeter en la innovació, Baumol destaca el paper de la innovació en la competència entre les empreses: realitzar una política de baix preu no protegeix contra les empreses innovadores, el que explica per què les empreses una despesa cada vegada més fan créixer el seu pressupost en recerca i desenvolupament. En Baumol, el procés d'innovació s'ha convertit en rutina i la recerca es converteix en una inversió com qualsevol altra.
És coautor (amb James Tobin) de model de Baumol-Tobin, que descriu la demanda de diners de les llars i inclou punts de vista de Maurice Allais. La família ha de destinar els seus actius entre l'estalvi (no líquids) i de divises (en efectiu) per a realitzar transaccions. El model descriu un òptim entre dos desitjos: en primer lloc, no són rendibles els estalvis i diners en efectiu, empenyent així la llar per mantenir la forma activa màxim d'estalvi i un gran nombre de recessos d'efectiu petita a l'altra banda, cada recés, amb un cost (encara que només sigui en temps passat), la qual cosa el porta a realitzar una retirada d'uns quants més.

## Obres rellevants
- Baumol, William J. i Blinder, Alan S. (1986). Economics. Principles and Policy. Microeconomics
- The Free-Market Innovation Machine, Princeton University Press., 2002